# نيجمة رقيقة البذور
نيجمة رقيقة البذور (الاسم العلمي:Geastrum leptospermum) هي نوع من الفطريات تتبع جنس النيجمة من الفصيلة النيجمية.